# Крейсера проекта 26
Крейсера проекта 26 — тип советских лёгких крейсеров времён Второй мировой войны.

## История создания
В конце 1930 года специальная комиссия под руководством начальника Технического управления УВМС РККА А. К. Сивкова в Италии вела переговоры о приобретении для СССР ряда военных кораблей разных типов, в том числе и лёгких крейсеров. Начальник Морских сил РККА В. М. Орлов проявлял наибольший интерес к лёгким скоростным крейсерам типа «Кондотьери» (итал. Condottieri).
Поскольку итальянцы отказывались продать готовый крейсер, в январе 1932 года В. М. Орлов обратился к наркомвоенмору К. Е. Ворошилову с предложением либо заказать крейсер на итальянском заводе для последующего копирования, либо строить крейсера на советских заводах с помощью итальянских специалистов. В феврале 1932 года В. М. Орлов выразил уверенность, что вместо модернизации и перевооружения крейсеров дореволюционных проектов следует строить новые корабли, соответствующие современным техническим и военным требованиям.
15 апреля 1932 года В. М. Орлов утвердил подписанное начальником Учебно-строевого управления ВМС Э. С. Панцержанским оперативно-тактическое задание на разработку проекта легкого крейсера, предназначенного для обеспечения боевых действий подводных лодок у своих баз и в море, разведки и поддержки разведки и атак эсминцев, атаки (отражения) десанта противника и обеспечения своих тактических десантов, участия в комбинированном ударе сил флота по противнику в море, боя с крейсерами противника. Согласно ОТЗ, крейсер должен был иметь четыре 180-мм орудия (в двух двухорудийных башнях на носу и корме), четыре 100-мм универсальных и четыре 45-мм зенитных орудия, четыре 12,7-мм пулемета, два трёхтрубных торпедных аппарата, четыре двухместных истребителя ДИ-6 на двух катапультах; максимальную скорость хода 37—38 узлов, дальность плавания экономическим ходом 3000 — 3600 миль и стандартное водоизмещение не более 6000 т. Был предусмотрен и вариант с тремя двухорудийными башнями — две на носу и одна на корме.
Предэскизное проектирование было поручено кораблестроительной секции Научно-технического комитета (НТК) под руководством Ю. А. Шиманского.
Летом 1932 года комиссия ВМС и «Союзверфи» при участии главного инженера ЦКБС-1 В. А. Никитина подписала с фирмой «Ансальдо» договор о предоставлении советской стороне одного комплекта энергетической установки и вспомогательных механизмов крейсера типа «Раймондо Монтекукколи» (увеличенный тип «Кондотьери») с теоретическим чертежом. Согласно договору итальянская сторона также брала на себя консультации по проектированию и техническую помощь в организации стапельных работ и производстве котлов, турбин и вспомогательных механизмов.
Предварительные расчеты, выполненные в 1932—1933 годах НИВК ВМС, подтвердили возможность установки шести 180-мм орудий в трёх башнях при увеличении стандартного водоизмещении до 6500 тонн и сокращении количества носимых самолётов до двух КР-2. Бронирование корпуса рассчитывалось, исходя из требования обеспечить защиту от попадания 152-мм снаряда на дистанции 85—115 кабельтовых и курсовых углах 0 — 50° и 130—180°.
19 марта 1933 года В. М. Орлов утвердил «Тактическое задание на лёгкий крейсер с механизмами (турбинами) итальянского крейсера «Монтекукколи» мощностью 106—120 тыс. л.с. 20 апреля 1933 года Орлов утвердил эскизный проект крейсера. 8 мая Управление ВМС заключило с ЦКБС-1 (ЦКБ-17) договор на разработку технического проекта. Руководителем проекта был назначен начальник корпусного отдела бюро А. И. Маслов, главным наблюдающим от ВМС — В. П. Благовещенский. Проекту  присвоен номер 26.
За основу проекта был принят теоретический чертеж лёгкого крейсера «Эудженио ди Савойя» типа «Дюка д’Аоста», ещё более крупного, чем «Монтекукколи», для которого изначально и предназначалась закупленная в Италии ГЭУ.
5 октября 1934 года на совещании в АНИМИ инженер Ленинградского металлического завода А. А. Флоренский, руководивший разработкой башен главного калибра, предложил установить в каждой башне ГК по три орудия в одной качающейся части, что должно было увеличить массу каждой башни на 30 тонн. 5 ноября предложение было утверждено, и проект был соответствующим образом скорректирован. Помимо изменения вооружения, расположения артпогребов и бронирования были изменены кормовые обводы корпуса и конструкция форштевня (с учётом установки противоминных параванов), а кормовая оконечность вместо крейсерской получила транцевую форму. Корпус советского крейсера решили строить по смешанной системе: в средней части использовалась продольная система со шпацией рамных шпангоутов 750 мм, а в оконечностях — поперечная, со шпацией 500 мм, в отличие 760 мм, принятых у итальянцев. Непотопляемость обеспечивалась при затоплении трёх любых смежных отсеков. Палубная и бортовая броня учитывались в составе основных связей, обеспечивающих общую продольную прочность. Вследствие изменения системы набора и значительного увеличения толщины палубной брони, корпуса крейсеров проекта 26 были значительно прочнее корпусов итальянских кораблей.
Главные турбозубчатые агрегаты (ГТЗА) были модифицированы с целью увеличения мощности. По предварительным расчетам ожидалось, что при водоизмещении около 7700 тонн крейсер разовьет на испытаниях не менее 37 узлов при форсировке турбин до 126 500 л. с.
29 октября 1934 года проект был утвержден СТО.

## Конструкция
Стандартное водоизмещение 7170 т, нормальное — 7700 т и полное — 8800 т (фактическое полное водоизмещение «Кирова» 9436, «Ворошилова» — 9550 тонн), наибольшая длина — 191 м, ширина без брони — 17,56, высота борта на миделе — 10,1, осадка при нормальном водоизмещении — 5,27 м. Корпус имел полубачную архитектуру и разделялся на 19 водонепроницаемых отсеков. С 61 по 224 шпангоуты дно было двойным. Конструктивная противоминная защита проектом не предусматривалась. На практике, при полном водоизмещении корабли сидели на почти ровном киле. По мере расхода топлива получали небольшой дифферент на нос.

### Вооружение
Вооружение крейсера составляли девять 180-мм орудий Б-1-П в трёх башнях МК-3-180, расположенных в диаметральной плоскости (носовые одна над другой), шесть 100-мм универсальных орудий Б-34БМ в палубных установках, шесть 45-мм зенитных полуавтоматов, четыре 12,7-мм пулемета ДШК, два трёхтрубных торпедных аппарата 39-Ю калибра 533 мм, два гидросамолёта-разведчика КОР-1 с катапультой типа «Хенкель», 164 якорных мины образца 1912 года или 100 якорных мин КБ-1, 2 бомбомёта БМБ-1 с боезапасом в 20 больших и 30 малых глубинных бомб.
Во время Великой Отечественной войны было решено усилить зенитное вооружение. 45-мм полуавтоматы были заменены 10-15 37-мм автоматами 70К, число пулемётов ДШК было доведено до 12.
Управление огнём артиллерии ГК осуществлялось системой ПУС «Молния», которая включала центральный автомат стрельбы, визиры центральной наводки, три 6-метровых стереодальномера ДМ-6 (в КДП на фок-мачте) и по одному такому же дальномеру в каждой башне главного калибра.
Управление стрельбой 100-мм орудий осуществлялось системой МПУАЗО «Горизонт», состоявшей из стабилизированных по углу крена постов наводки с 3-метровыми дальномерами типа ДМ-3.
Зенитная артиллерия ближнего боя специальной системы управления огнём не имела. Целеуказание осуществлялось командирами батарей.
Средства обнаружения подводных лодок состояли из шумопеленгаторной станции «Арктур». Радиовооружение системы «Блокада-2» включало 5 передатчиков, 17 приёмников и 2 радиостанции. Маскировку обеспечивали паронефтяная дымоаппаратура ДА-1, химическая — ДА-2 и запас дымовых шашек.

#### Авиационное вооружение
Авиационное вооружение состояло из катапульты и двух самолётов, которые предназначались для разведки и корректировки огня артиллерии главного калибра. Самолёты стояли на специальных площадках у первой трубы.
Однопоплавковый корабельный разведчик-корректировщик КОР-1 на лётных испытаниях показал неплохие летные характеристики, но низкие мореходные качества и не прошёл госприёмку. Был принят на вооружение в 1937 году из-за отсутствия альтернативы.

### Бронирование
Бортовой броневой пояс шириной 3,4 метра, длиной 121 метр и толщиной 50 мм. Бронирование траверсов, барбетов и палубы — 50 мм; крыша, лоб, боковые и задние стенки башен ГК — 50 мм; стенки боевой рубки — 150 мм, крыша боевой рубки — 50 мм; рулевое и румпельное отделения — 30 мм; посты наводки торпедных аппаратов — 14 мм; КДП главного калибра — 8 мм; стабилизированные посты наводки и щиты 100-мм орудий — 7 мм. Броня гомогенная.

### Силовая установка
Главная энергетическая установка состояла из двух ГТЗА по 55 000 л. с. (при частоте вращения гребного винта 290 об/мин) с тремя турбинами переднего и двумя турбинами заднего хода каждый и шести водотрубных котлов типа Ярроу-Норман с параметрами пара 325 °C, 24,7 атм, тепловой коэффициент полезного действия котлов — 72 %. Электрооборудование корабля работало на постоянном токе напряжением 230 В и снабжалось электроэнергией от четырёх турбогенераторов и двух дизель-генераторов мощностью по 165 кВт каждый. На стоянке турбогенераторы питались паром от двух вспомогательных котлов, помещённых в кормовой надстройке. На «Киров»: турбогенераторы фирмы «Франко-Този», дизель-генератор фирмы «Ансальдо» и
дизель-генератор 8-Л4 завода «Красный дизель» — все мощностью по 165 кВт каждый. На «Ворошилове»: четыре турбогенератора ПСТ 44/23, два дизель-генератора «Элип».
На экономическом и крейсерском режимах действовало по одному котлу в каждом эшелоне, в полном и самом полном — по три (все шесть).
Нормальный запас топлива составлял 640 тонн, полный — 1280 тонн мазута.
Скорость хода при водоизмещении 7700 т — 37 узлов, дальность плавания экономическим ходом (18 уз.) — 3000 миль.

### Экипаж
Штат экипажа мирного времени составлял 54 офицера, 148 старшин и 532 краснофлотца. Офицеры и старшины команд помещались в каютах, а краснофлотцы в одиннадцати кубриках с трёхъярусными койками. На крейсерах был оборудован клуб с киноустановкой, бани, душевые, механическая прачечная, парикмахерская, лазарет и амбулатория.
Для того, чтобы уложиться в требования технического задания по водоизмещению пришлось отказаться от кормовой группы артиллерийских постов орудий главного калибра и запасных торпед, уменьшить боезапас 100-мм пушек, облегчить конструкцию фок-мачты. В виде эксперимента кормовую ходовую рубку, ряд второстепенных переборок и выгородок, сходных и вентиляционных шахт выполнили из дюралюминия. Тем не менее, испытания головного корабля выявили 890-тонную перегрузку.

## Испытания
На официальных ходовых испытаниях, при водоизмещении около 8900 т (что выше полного проектного), «Киров» при максимальной мощности турбин на валах 113 500 л. с. не развил заданной в проекте скорости, показав 35,94 узла. Испытания крейсера «Ворошилов» были более удачными. Он развил 36,72 узла при 122 500 л. с. По фактическому расходу топлива показатели для экономической скорости оказались лучше расчётных и дальность на экономическом ходу составила 3750 миль вместо 2680.

## Проект 26-бис
Начиная с третьего корабля серии, «Максим Горький», крейсера строились по изменённому проекту 26бис. Основные изменения коснулись архитектуры носовой надстройки — четырёхногая фок-мачта была заменена башнеобразной, чтобы обеспечить круговой обзор из боевой рубки, снизить вибрацию расположенного на мачте КДП, уменьшить силуэт крейсера и увеличить зону обстрела 100-мм орудий в носовых углах. Кроме того, были установлены более совершенные системы приборов управления стрельбой главного калибра «Молния-АЦ» и морских приборов управления артиллерийским зенитным огнём «Горизонт-2». В систему МПУАЗО входило два расположенных побортно стабилизированных визирных поста (СВП). Стабилизация осуществлялась по углу крена, что повышало результативность стрельбы по воздушным целям.
Броневая защита борта была увеличена до 70 мм. Для увеличения дальности плавания полный запас топлива довели до 1310 тонн при некотором уменьшении запаса бензина для самолётов. Были установлены катапульты типа ЗК-1Б.

## Построенные крейсера проекта 26
| Проект | Название  | Заложен              | Спуск на воду        | Дата вступления в строй | Флот         | Дата исключения из списков |
| ------ | --------- | -------------------- | -------------------- | ----------------------- | ------------ | -------------------------- |
| 26     | Киров     | 22 октября 1935 года | 30 октября 1936 года | 26 сентября 1938 года   | Балтийский   | 1975                       |
| 26     | Ворошилов | 15 октября 1935 года | 28 июня 1937 года    | 20 июня 1940 года       | Черноморский | 2 марта 1973 года          |

## Оценка проекта
Прототипом для проекта послужили итальянские лёгкие крейсера и по водоизмещению проект 26 соответствовал лёгким крейсерам других стран, однако в силу увеличенного до 180-мм главного калибра по нормативам международных морских договоров 1930-х годов корабли могли быть отнесены к подтипу тяжёлых крейсеров, хотя ведущие кораблестроительные державы ввели для себя мораторий на строительство тяжёлых крейсеров, строительство подобных крейсеров было разрешено Советскому Союзу по условиям Англо-советского морского соглашения.
К достоинствам проекта относились сильное артиллерийское вооружение, развитые средства автоматизации управления огнём, мощная энергетическая установка, высокая скорость, эффективные средства борьбы за живучесть. Дальность стрельбы орудий главного калибра проектов 26/26-бис (211 кбт, 38,6 км) на 20-30 % превосходила показатели 203-мм орудий любых «вашингтонских» тяжёлых крейсеров, что оплачивалось гораздо более быстрым износом орудийных стволов. При этом, на дистанциях 80-120 кбт многие лёгкие крейсера имели превосходство в огневой мощи над проектом 26 за счёт высокой скорострельности орудий калибра 152 мм.
Изменения, внесённые в систему набора корпуса и в конструкцию энергетической установки позволили крейсерам проекта 26 стать прочнее и мощнее своих итальянских прототипов.
Крейсера проекта 26 стали первой советской серией крупных боевых кораблей и начали историю целого поколения советских артиллерийских крейсеров. Не забывая о всех их «болезнях», можно сказать, что советские «лёгко-тяжёлые» крейсера оказались достойными кораблями.

## Нумизматика
- 7 февраля 2020 года Банк России выпустил в обращение памятную монету номиналом 25 рублей «Конструктор оружия А. И. Маслов» из серии «Оружие Великой Победы» (конструкторы оружия) с изображением лёгкого крейсера проекта 26 «Киров»[13];

### Комментарии
1. ↑  С учетом доминирующей роли авиации, начиная с 1930-х годов, это был большой недостаток, присущий всем без исключения кораблям довоенной постройки (см. Лидер «Ташкент»)

### Сноски
1. ↑  Чернышев А. А. Вооружение // Крейсера типа «Киров». — 2003. — С. 4. — 32 с. — (Морская коллекция). — 4500 экз.
2. ↑  Чернышев А., Кулагин К. Советские крейсера Великой Отечественной. От «Кирова» до «Кагановича». — С. 10.
3. ↑  Глубинная бомба ББ-1 («Бомба большая, первая модель») имела чрезвычайно простую конструкцию. Боеприпас представлял собой металлическую бочку высотой 712 мм и диаметром 430 мм, заполненную тротилом. Бомба весом 165 кг несла 135 кг взрывчатого вещества.
4. ↑  Чернышев А., Кулагин К. Советские крейсера Великой Отечественной. От «Кирова» до «Кагановича». — С. 42.
5. ↑  Лондонский морской договор. Статья 15
6. ↑  Маршалль, Грефрат. Вторая мировая война на море и в воздухе = Der seekrieg Der luftkrieg. — М.: Центрполиграф, 2011. — С. 62. — 384 с. — 3000 экз. — ISBN 978-5-227-02808-2.
7. ↑  С. В. Патянин. Крейсера // Морская кампания : журнал. — Москва, 2009. — Вып. 3. — С. 8.
8. ↑  Коллектив авторов. Крейсера второй мировой. Охотники и защитники. — Москва: Колеция, Яуза, ЭКСМО, 2007. — С. 193. — 352 с. — 3000 экз. — ISBN 978-5-699-19130-7.
9. ↑  Чернышев А., Кулагин К. Советские крейсера Великой Отечественной. От «Кирова» до «Кагановича». — М.: Коллекция, Яуза, Эксмо, 2007. — С. 121. — 128 с. — (Арсенал Коллекция). — 3000 экз. — ISBN 978-5-699-19623-4.
10. ↑  Чернышев А., Кулагин К. Советские крейсера Великой Отечественной. От «Кирова» до «Кагановича». — М.: Коллекция, Яуза, Эксмо, 2007. — С. 10—11. — 128 с. — (Арсенал Коллекция). — 3000 экз. — ISBN 978-5-699-19623-4.
11. ↑  Чернышев А., Кулагин К. Советские крейсера Великой Отечественной. От «Кирова» до «Кагановича». — М.: Коллекция, Яуза, Эксмо, 2007. — С. 5. — 128 с. — (Арсенал Коллекция). — 3000 экз. — ISBN 978-5-699-19623-4.
12. ↑  Кофман В. Л. СОВЕТСКИЕ «ПОЛУТЯЖЕЛОВЕСЫ» // Моделист-Конструктор : журнал. — 2011. — № 1. — С. 32. Архивировано 8 августа 2017 года.
13. ↑  Банк России выпускает в обращение памятные монеты из драгоценного и недрагоценных металлов. Дата обращения: 14 марта 2020. Архивировано 8 марта 2020 года.